# Ernogrammus walkeri
Ernogrammus walkeri is een straalvinnige vissensoort uit de familie van stekelruggen (Stichaeidae). De wetenschappelijke naam van de soort is voor het eerst geldig gepubliceerd in 1988 door Follett & Powell.